# Xã Wolf River, Quận Doniphan, Kansas
Xã Wolf River (tiếng Anh: Wolf River Township) là một xã thuộc quận Doniphan, tiểu bang Kansas, Hoa Kỳ. Năm 2010, dân số của xã này là 370 người.